# Deux Rivières
Deux Rivières är en kommun i departementet Yonne i regionen Bourgogne-Franche-Comté i norra Frankrike. Den bildades den 1 januari 2017 genom en sammanslagning av kommunerna Accolay och Cravant.